# Armando Varricchio

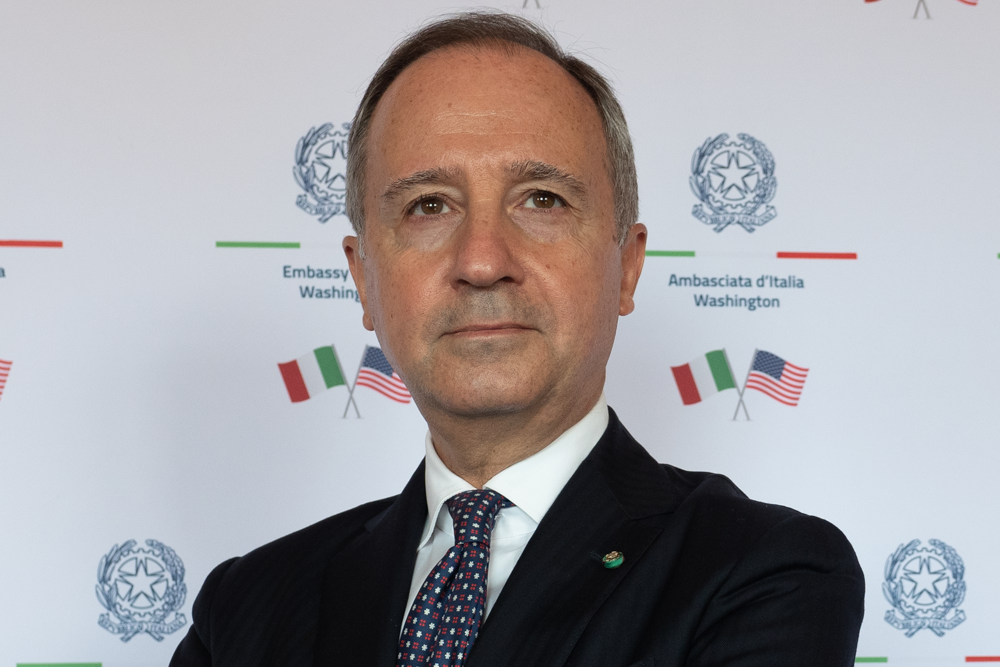
Armando Varricchio

Armando Varricchio (* 13. Juni 1961 in Venedig) ist ein italienischer Diplomat. Er war von 2016 bis 2021 war er italienischer Botschafter in den Vereinigten Staaten und von 2021 bis 2025 Botschafter Italiens in Deutschland.

## Werdegang
Varricchio schloss 1985 ein Studium der Politikwissenschaft an der Universität Padua mit Auszeichnung ab und leistete anschließend seinen Wehrdienst bei den Carabinieri. 1986 begann seine Diplomatenlaufbahn, zunächst in der Personalabteilung des Außenministeriums. Von 1988 bis 1992 war er an der italienischen Botschaft in Budapest eingesetzt, danach bei der ständigen Vertretung Italiens bei der EG in Brüssel. Ab 1996 diente er beim Amt des Ministerpräsidenten in Rom und ab 1999 als Kabinettschef des Europaministers. Nach einer weiteren Verwendung in Brüssel wurde Varricchio 2002 Leiter der Wirtschaftsabteilung der italienischen Botschaft in Washington, D.C. Von 2006 bis 2009 war er diplomatischer Berater beim Amt des italienischen Staatspräsidenten, danach bis 2013 italienischer Botschafter in Belgrad und bis 2016 diplomatischer Berater des italienischen Ministerpräsidenten.
2016 wurde Varricchio italienischer Botschafter in den Vereinigten Staaten und 2021 italienischer Botschafter in Deutschland. Er amtierte bis Januar 2025.
Varricchio ist seit 1987 verheiratet und hat zwei Söhne.